# 3. sydlige breddekreds
Den 3. sydlige breddekreds (eller 3 grader sydlig bredde) er en breddekreds, der ligger 3 grader syd for ækvator. Den løber gennem Atlanterhavet, Afrika, det Indiske Ocean, Sydøstasien, Australasien, Stillehavet og Sydamerika.